# Bretteville-sur-Odon

Bretteville-sur-Odon este o comună în departamentul Calvados, Franța. În 1 ianuarie 2022 avea o populație de 4.392 de locuitori.